# 6113 Tsap
6113 Tsap (1982 SX5) là một tiểu hành tinh vành đai chính được phát hiện ngày 16 tháng 9 năm 1982 bởi L. I. Chernykh ở Đài vật lý thiên văn Crimean.